# Odontopera ochrea
Odontopera ochrea är en fjärilsart som beskrevs av Derenne 1927. Odontopera ochrea ingår i släktet Odontopera och familjen mätare. Inga underarter finns listade i Catalogue of Life.